# Karl Adolf Bachofen von Echt

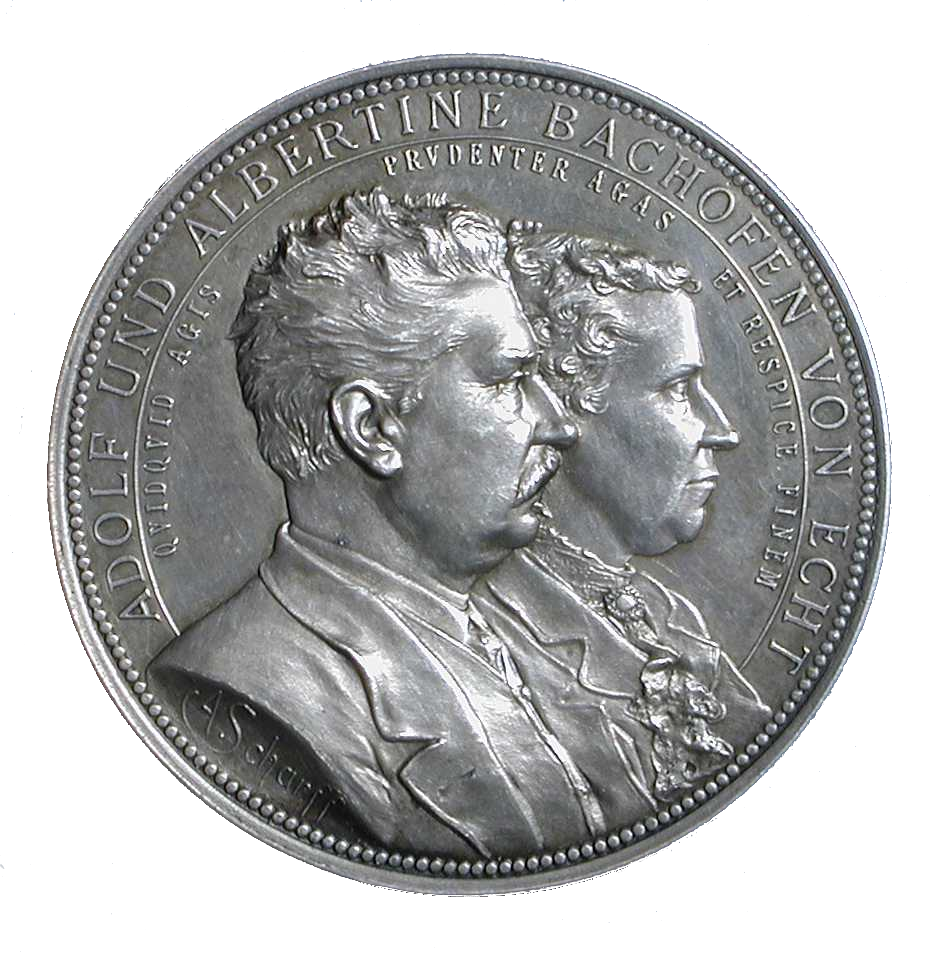
Karl Adolf Ludwig Freiherr Bachofen von Echt und seine Frau Albertine auf einer Silbermedaille anlässlich ihrer 50-jährigen Hochzeit (1884)

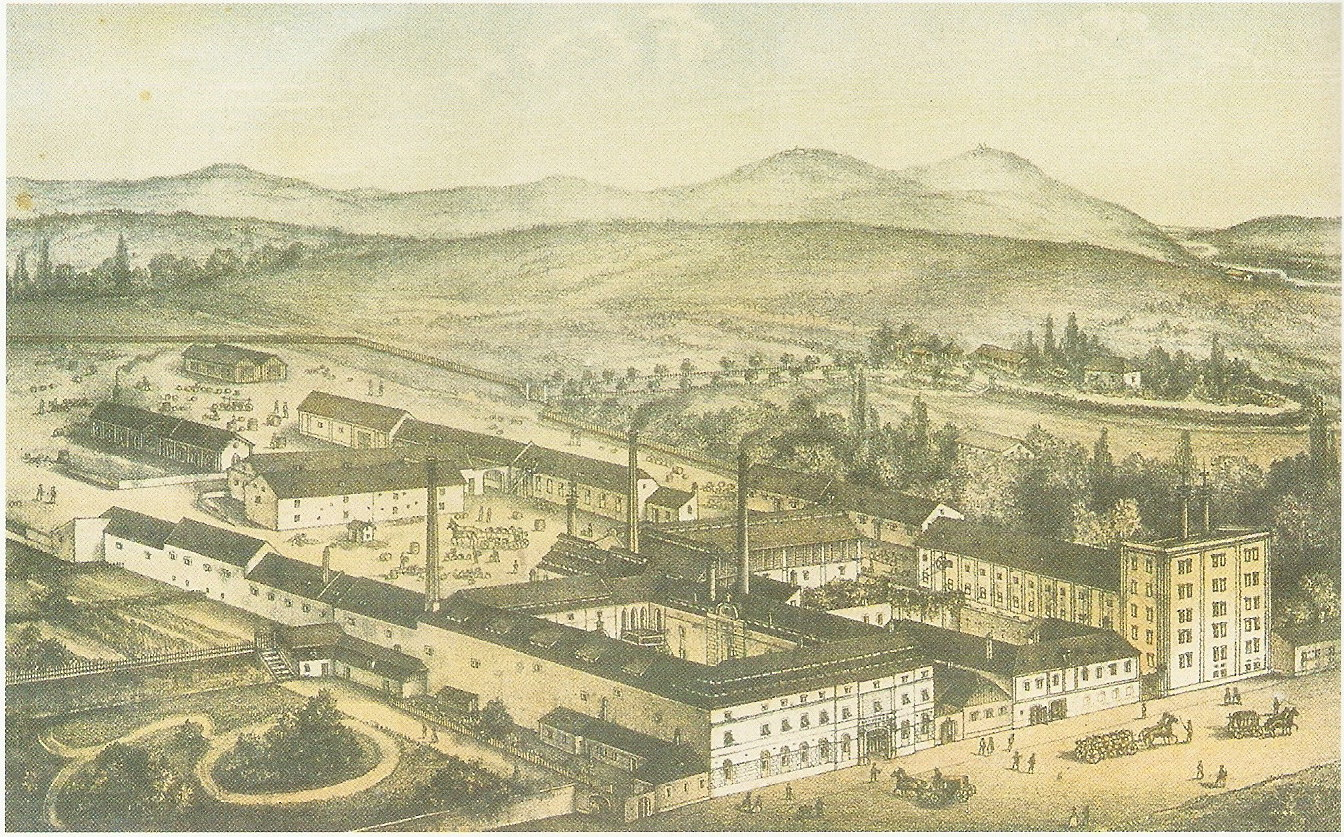
Bachofen von Echt war Teilinhaber der Nußdorfer Bierbrauerei von Bachofen & Medinger, die er zu großem Erfolg brachte (1860)

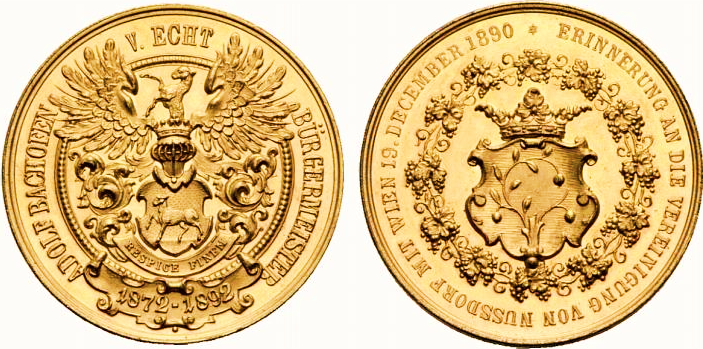
Medaille auf das 20-jährige Jubiläum Karl Adolf Bachofen von Echt als Bürgermeister von Nußdorf (1872–1892) und die Vereinigung Nußdorfs mit Wien (1890), von Heinrich Jauner, mit dem Familienwappen Bachofen von Echt

Karl Adolf Ludwig Freiherr Bachofen von Echt (* 12. März 1830 in Oelde, Westfalen; † 22. Mai 1922 in Wien) war ein österreichischer Brauereiunternehmer.

## Biografie
Karl Adolf Bachofen von Echt entstammte der alten limburgischen Familie Bachofen von Echt und war als Sohn des preußischen Forstrates Karl Bachofen von Echt auf Haus Geist bei Oelde in Westfalen geboren. Er studierte Technik und Chemie von 1848 bis 1853 an der Universität Prag. 1854 begann er seine berufliche Praxis bei der Zuckerfabrik seines Bruders Clemens in Libesnitz, deren Leiter er nach wenigen Jahren wurde. In Prag lernte er damals die Tochter des Brauereiinhabers Franz Xaver Bosch, Albertine, kennen und heiratete sie.
Nach dem Tod seines Schwiegervaters trat sein Schwager und Sohn des Besitzers Franz Bosch an Bachofen heran und bat ihn, die Nußdorfer Bierbrauerei zu kaufen. Bachofen stimmte den Vertrag zu und kam mit Familie und seinem Hund Othello am 15. Mai 1865 in Nussdorf an. Die Brauerei befand sich zu der Zeit in einer schwierigen Lage und obwohl Bachofen die Theorie der Brauerei kannte, musste er sich mit der Praxis vertrauter machen. Er unternahm viele Reisen, um neue Entwicklungen auf dem Gebiet kennenzulernen, und führte sie in die Brauerei ein. So konnte er mit viel Geschick und Fleiß das Unternehmen sanieren und zu einer der führenden Brauereien Österreichs machen.
1872 wurde er zum Bürgermeister von Nussdorf gewählt und blieb dies für fast 20 Jahre, bis Nussdorf nach Wien eingemeindet wurde. Zwischen 1891 und 1895 war er liberales Mitglied des Wiener Gemeinderats.
Durch sein Vermögen entwickelte er sich zu einem großen Sammler, vor allem von Gemälden von Adalbert Stifter. Er war Mitglied der Numismatischen Gesellschaft und besaß eine große Sammlung von Münzen und Medaillen, die er teilweise selber in Auftrag gab. Seinem Freund Peter Rosegger widmete er eine Medaille zu dessen 50. Geburtstag. Außerdem war Bachofen Gründer der Ornithologischen Gesellschaft. Wegen seines Interesses an der Vogelzucht ließ er eine Medaille anlässlich des Brieftaubenwettfluges Wien-Berlin prägen. Ein großer Teil seiner Sammlung römischer Münzen wurde vom k.k. Kunsthistorischen Museum angekauft.
Um 1896 wurde er gemeinsam mit Johann von Medinger zum k.u.k. Hoflieferanten für Bier ernannt. Obwohl die Brauerei auf den Briefköpfen fälschlicherweise den Titel „k.u.k. Hofbräuhaus“ druckte, wurde dies erst später 1899 per Dekret untersagt, da die Brauerei nicht in ärarischem Besitz war. Auf Bitten hin wurde 1900 eine Ausnahme gemacht und der Titel auf „k.u.k. Hofbräuer“ geändert. Bachofen wurde schließlich um 1906 von Kaiser Franz Joseph I. in den Freiherrenstand erhoben.
Am 23. Jänner 1919 wurde das von ihm ermöglichte Adalbert-Stifter-Denkmal im Türkenschanzpark enthüllt. Am 23. Oktober 1922 wurde Bachofen anlässlich der Eröffnung der Adalbert Stifter-Gemäldesammlung in einer großen Gedenkfeier gewürdigt. Ihm zu Ehren wurde die Bachofengasse in Nussdorf benannt.

## Werke
- Beiträge zur Geschichte der Familie Bachoven von Echt. 3., verm. Aufl. Selbstverl. des Verf., Wien 1904 Digitalisat